# Montfort-le-Gesnois
Montfort-le-Gesnois település Franciaországban, Sarthe megyében. Lakosainak száma 2928 fő (2022. január 1.). Montfort-le-Gesnois Lombron, Soulitré, Connerré, Saint-Corneille és Saint-Mars-la-Brière községekkel határos.

## Népesség
A település népességének változása:
| Lakosok száma | 3038 | 3004 | 3045 | 2973 | 2948 | 2931 | 2906 | 2917 | 2928 |
|               | 2013 | 2015 | 2016 | 2017 | 2018 | 2019 | 2020 | 2021 | 2022 |